# Église Saint-Gengoult de Juvanzé
L'église Saint-Gengoult est une église située à Juvanzé, en France.

## Localisation
L'église est située sur la commune de Juvanzé, dans le département français de l'Aube.

## Historique
L'édifice est inscrit au titre des monuments historiques en 2003.